# Samobójstwo (obraz Édouarda Maneta)
Samobójstwo (fr. Le Suicidé) – obraz olejny namalowany przez francuskiego malarza i ilustratora Édouarda Maneta około 1877 roku, znajdujący się w zbiorach Fundacji E.G. Bührlego w Zurychu.

## Opis
Treść obrazu ogranicza się do mężczyzny, który najwyraźniej właśnie się zastrzelił – wciąż trzyma pistolet, leżąc zgarbiony na łóżku – i kilku mebli. Manet usunął atrybuty wcześniejszych przedstawień samobójstwa i nie dostarczył prawie żadnej treści narracyjnej ani „moralizatorskiej tendencji”. Niemiecka historyk kultury Ulrike Ilg kojarzy obraz z realizmem Gustave’a Courbeta, zauważając, że Courbet wykorzystał również przedstawienie śmierci w swoim Pogrzebie w Ornans (1849–1850), dziele, które Courbet później opisał jako początek swojego nowego podejścia artystycznego.
Realizm obrazu wywołał spekulacje, że płótno przedstawia prawdziwe samobójstwo, ale temat, jeśli w ogóle, nie jest znany. Spekulacje dotyczyły asystenta Maneta, który popełnił samobójstwo w atelier Maneta ponad dekadę wcześniej. Innym samobójstwem, które miało być powiązane z obrazem, było samobójstwo artysty, o którym Émile Zola pisał w 1866 roku.
Podejście Maneta do tego przedstawienia może odzwierciedlać jego nieustanne pragnienie zerwania z tradycją akademicką, w której przedstawienie samobójstwa mogłoby pasować jedynie do gatunku malarstwa historycznego – gdzie śmierć i samobójstwo byłyby umieszczone w narracji związanej z poświęceniem, idealizmem lub heroizmem. Przykłady obejmują Śmierć Sokratesa (1787), autorstwa Jacques’a-Louisa Davida, która przedstawia wybór greckiego filozofa Sokratesa, by zabić się za pomocą cykuty, zamiast udać się na wygnanie. W przypadku obrazu Maneta, nie ma jednoznacznego dowodu leżącego u podstaw dzieła, bowiem artysta nie przedstawił klarownego czasu, miejsca ani bohatera. Obraz jest po prostu skonstruowany, a nie starannie wystylizowany. To odejście od tradycji byłoby kontrowersyjne dla współczesnych widzów.